# Забитица
Забитица — небольшая река в Любытинском районе Новгородской области России. Правый приток Мсты.
Высота истока — 191 м над уровнем моря.

## География и гидрология
Берёт начало в небольшом болотном озере в малонаселённой местности к северо-западу от посёлка городского типа Любытино, на территории которого справа впадает во Мсту в 220 км от устья последней, длина реки 16 км.
На реке расположена деревня Николаевка.

## Данные водного реестра
По данным государственного водного реестра России относится к Балтийскому бассейновому округу, водохозяйственный участок реки — Мста без р. Шлина от истока до Вышневолоцкого, речной подбассейн реки — Волхов. Относится к речному бассейну реки Нева (включая бассейны рек Онежского и Ладожского озера).
Код объекта в государственном водном реестре — 01040200212102000021169.